# Klasika Primavera 2005
La Klasika Primavera 2005, cinquantunesima edizione della corsa, si svolse il 10 aprile 2005 su un percorso di 173,2 km. Fu vinta dallo spagnolo David Etxebarria che terminò la gara in 4h10'24".

## Ordine d'arrivo (Top 10)
| Pos. | Corridore           | Squadra       | Tempo    |
| ---- | ------------------- | ------------- | -------- |
| 1    | David Etxebarria    | Liberty Seg.  | 4h10'24" |
| 2    | Damiano Cunego      | Lampre        | s.t.     |
| 3    | Aitor Osa           | Illes Balears | s.t.     |
| 4    | Joaquim Rodríguez   | Saunier Duval | s.t.     |
| 5    | Rubén Plaza         | C. Valenciana | s.t.     |
| 6    | Pedro Arreitunandia | Barloworld    | s.t.     |
| 7    | Alberto Contador    | Liberty Seg.  | s.t.     |
| 8    | Jorge Ferrio Luque  | Spiuk-Semar   | a 14"    |
| 9    | Paolo Savoldelli    | Discovery Ch. | a 27"    |
| 10   | David Blanco        | C. Valenciana | a 29"    |